# Office of Government Commerce
Office of Government Commerce (OGC) var 2000–2011 en del av His Majesty's Treasury (det brittiska finansministeriet) som hade till uppgift att ge den offentliga sektorn stöd för att driva en effektiv verksamhet. Tanken var att OGC skulle hjälpa till att ge brittiska skattebetalare mer för pengarna.
Ett känt resultat av OGC:s verksamhet är ITIL.